# Tatebayashi
Tatebayashi (館林市, Tatebayashi-shi) est une municipalité ayant le statut de ville dans la préfecture de Gunma, au Japon.

## Géographie

### Situation
Tatebayashi est située dans le sud-est de la préfecture de Gunma.

### Municipalités limitrophes
| Ōra     | Ashikaga    | Sano    |
| Ōra     | Tatebayashi | Itakura |
| Chiyoda | Meiwa       | Itakura |

### Démographie
En avril 2020, la population de Tatebayashi s'élevait à 75 559 habitants répartis sur une superficie de 60,97 km2.

### Hydrographie
La ville est bordée par la rivière Watarase au nord.

### Climat
Tatebayashi a un climat continental humide caractérisé par des étés chauds et des hivers froids avec des chutes de neige. La température annuelle moyenne est de 14,5 °C. La pluviométrie annuelle moyenne est de 1 287 mm, septembre étant le mois le plus humide.

## Histoire
Durant l'époque d'Edo, Tatebayashi était une ville-château et le centre administratif du domaine de Tatebayashi, un domaine féodal sous le shogunat Tokugawa.
Le bourg moderne de Tatebayashi a été créé le 1er avril 1889. Il obtient le statut de ville le 1er avril 1954.

## Culture locale et patrimoine

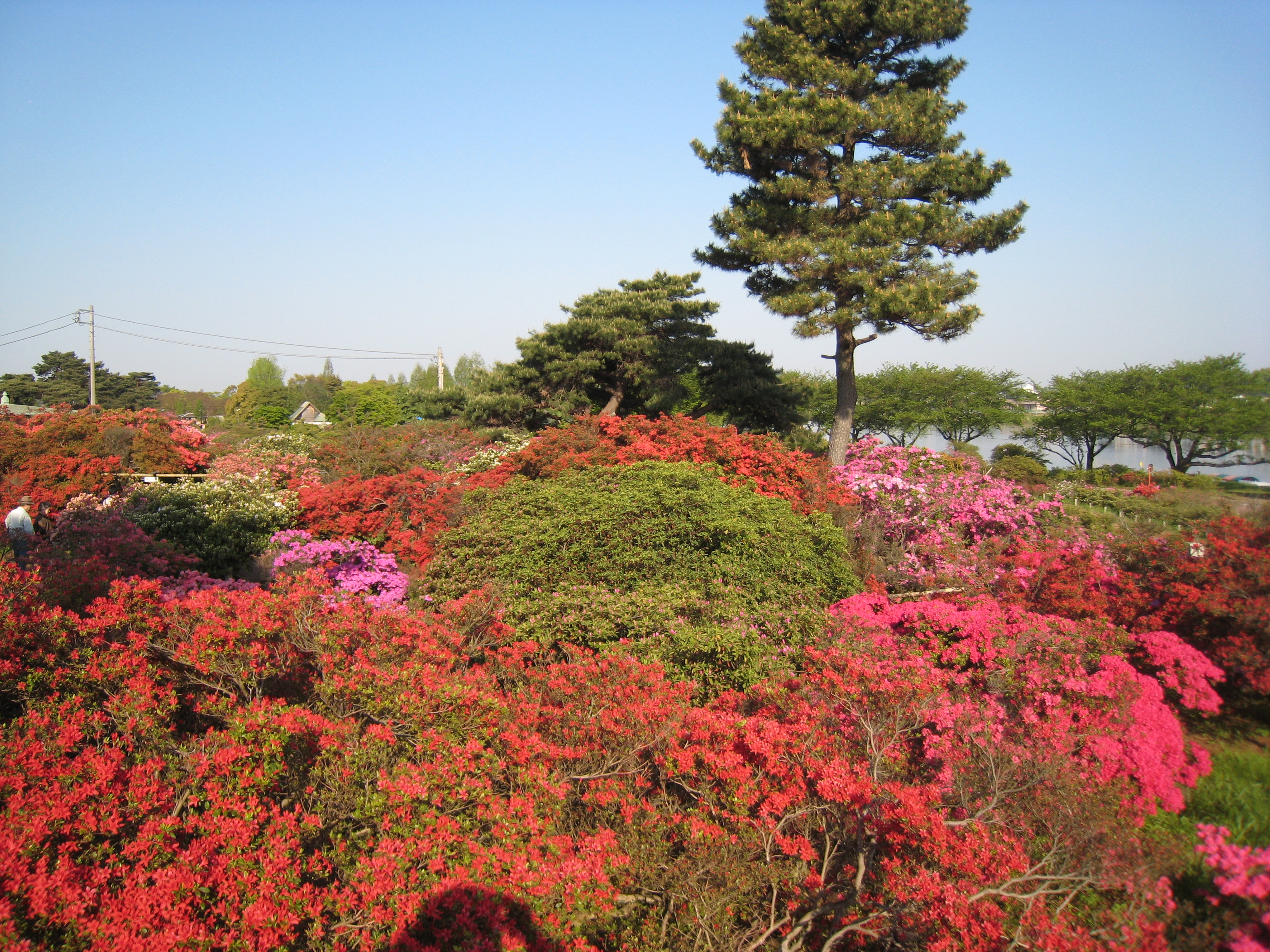
Parc de Tsutsujigaoka.

- vestiges du château de Tatebayashi
- parc Tsutsujigaoka

## Transports
Tatebayashi est desservie par les lignes ferroviaires Isesaki, Koizumi et Sano de la compagnie Tōbu. La gare de Tatebayashi est la principale gare de la ville.

## Jumelages
- Comté de Maroochy (Australie)
- Kunshan (Chine)

## Personnalités liées à la commune
- Le lutteur Yojiro Uetake (1943-), double champion olympique.
- L'astronaute et scientifique Chiaki Mukai (1952-) s'est rendue célèbre en devenant la première Japonaise à aller dans l'espace.
- Le réalisateur de films d'animation Keiichi Hara est né dans la ville, le 24 juillet 1959.
- Takashi Kinoshita (1979-), chef cuisinier japonais y est né.